# Red ad hoc inalámbrica
Una red ad hoc inalámbrica es un tipo de red inalámbrica descentralizada.
La red es ad hoc porque no depende de una infraestructura preexistente, como routers (en redes cableadas) o de puntos de accesos en redes inalámbricas administradas. En lugar de ello, cada nodo participa en el encaminamiento mediante el reenvío de datos hacia otros nodos, de modo que la determinación de estos nodos hacia la información se hace dinámicamente sobre la base de conectividad de la red. Además del encaminamiento clásico, las redes ad hoc pueden usar un flooding (inundación de red) para el reenvío de datos.
Una red ad hoc se refiere típicamente a cualquier conjunto de redes en las cuales todos los nodos tienen el mismo estado dentro de la red y son libres de asociarse con cualquier otro dispositivo de red ad hoc en el rango de enlace. Las redes ad hoc se refieren generalmente a un modo de operación de las redes inalámbricas IEEE 802.11.
También se refiere a la habilidad de un dispositivo de red de mantener la información del estado de conexión para cualquier cantidad de dispositivos en un rango de un enlace (o "salto" en argot de informática), y por lo tanto, es más a menudo una actividad de capa 2. Debido a esta única actividad de capa 2, las redes ad hoc por sí solas no soportan un ambiente de red con IP encaminable sin las capacidades adicionales de otra capa 2 o capa 3.
Este tipo de red permite la adhesión de nuevos dispositivos y así, con el solo hecho de estar en el rango de alcance de un nodo ya perteneciente a la red establecida. El protocolo que rige este tipo de comunicaciones es el 802.11, que define todos los parámetros necesarios para establecer la comunicación entre dispositivo inalámbricos. El principal inconveniente de este tipo de redes radica en el número de saltos que debe recorrer la información antes de llegar a su destino. Cada nodo que retransmite la información implica un salto, cuanto más saltos mayor es el tiempo que tarda en llegar la información a su destino y aumenta la probabilidad de que la información se corrompa con cada salto.

## Aplicaciones
La naturaleza descentralizada de las redes ad hoc las hace aptas para una variedad de aplicaciones en donde no se depende los nodos centrales, quienes pueden mejorar la escalabilidad de las redes en comparación con redes inalámbricas administradas; aunque en general se han identificado límites en la capacidad de dichas redes, tanto en la teoría como en la práctica.
Son también aptas para situaciones de emergencia, como conflictos armados o desastres naturales, gracias a su mínima configuración y rápido despliegue, pues el uso de protocolos de encaminamiento dinámicos y adaptables les permite ser montadas rápidamente.
Según su aplicación, las redes ad hoc pueden ser clasificadas de la siguiente manera:
- Mobile ad hoc networks (MANET)
- Red inalámbrica Mesh
- Redes de sensores.

Las redes ad hoc son muy fáciles de implementar, siendo muy utilizadas hoy en día, sobre todo en el ámbito doméstico. Se utilizan, por ejemplo, en la transferencia de datos vía bluetooth entre dispositivos móviles, o entre otros dispositivos como impresoras.

## Requisitos técnicos
Una red ad hoc se compone de varios "nodos" conectados por "links". Los enlaces o links están limitados por los recursos del nodo (por ejemplo, potencia de transmisión, potencia de cálculo y memoria) y las propiedades de comportamiento (p.ej. fiabilidad), así como de las propiedades de enlace (p.ej. la duración de la conexión y la pérdida de señal, interferencia y ruido). Como los enlaces pueden ser conectados o desconectados en cualquier momento, una red en funcionamiento debe ser capaz de hacer frente a esta re-estructuraciones dinámicas, preferiblemente de una manera oportuna, eficiente, fiable, robusta y escalable.
La red debe permitir que dos nodos cualquiera puedan comunicarse transmitiendo la información a través de otros nodos. Un "sendero" es una serie de enlaces que conecta dos nodos. Varios métodos de encaminamiento utilizan uno o dos senderos entre dos nodos cualesquiera; los métodos de flooding utilizan todos los senderos disponibles, o la mayoría de ellos.

## Control de acceso al medio
En la mayoría de las redes inalámbricas ad hoc, los nodos compiten por acceder al medio compartido inalámbrico. A menudo esta competencia resulta en colisiones (interferencia), por estar transmitiendo dos o más nodos a la vez.

Usando "comunicaciones cooperativa inalámbricas" se mejora la inmunidad a dichas interferencias electromagnéticas, ya que estas localizan el nodo de destino y luego combinan su interferencia con la interferencia provocada por otros nodos, mejorando así la decodificación de la señal deseada. 

## Simulación de redesad hocinalámbricas
Un problema clave en las redes inalámbricas ad hoc es prever la variedad de situaciones posibles que pueden ocurrir. Como resultado, el modelado y la simulación usando barrido de parámetro extenso y análisis what-if se convierten en un paradigma extremadamente importante en el uso de las redes ad hoc. Las herramientas tradicionales de M&S incluyen simulador NS2, (y recientemente NS3), Modelador, OMNeT++, OPNET y NetSim.
Sin embargo, estas herramientas se centran principalmente en la simulación de todo el conducto de protocolo del sistema. Aunque esto puede ser importante en las implementaciones de prueba de concepto de los sistemas, la necesidad de una metodología de simulación más avanzada está siempre presente. Tal paradigma es ofrecido por una simulación y modelado basado en agente. Este no debe ser confundido con sistemas multi-agente y agentes inteligentes, que son modelados basados en agente originados a partir de las ciencias sociales, donde la meta era evaluar y observar sistemas a gran escala con un gran número de "agentes" o componentes interactuando en una gran variedad de situaciones al azar, a fin de observar un fenómeno global.
 
A diferencia de los tradicionales sistemas AI con agentes inteligentes, los modelados a base de agente son similares a la dinámica del mundo real, haciendo que los modelos basados en agente sean por lo tanto efectivos en sistemas inspirados en la naturaleza y en los seres vivos. En este tipo de sistemas, llamados también sistemas adaptativos complejos, las interacciones básicas de los componentes del sistema son simples pero dan lugar a fenómenos globales avanzados como la emergencia.